# Agüita
«Agüita» es una canción de la cantante mexicana Danna Paola, lanzada como cuarto sencillo de su álbum de estudio homónimo el 22 de julio de 2013 a través de Universal Music México. La canción de género electropop, fue producida por los compositores chilenos, Javiera Mena y Cristián Heyne. Paola la interpretó por primera vez en los Premios MTV Millenial de 2013 y luego una versión acústica en la inauguración de la cápsula musical del programa MTV Busk.
«Agüita» fue el tema principal de la segunda temporada de Niñas mal (2010), una serie de MTV Latinoamérica.

## Video musical
El vídeo musical muestra a las protagonistas de la segunda temporada de Niñas mal, Isabel Burr, Danny Perea, Pamela Almanza y Lilo De La Vega, empacando frascos llenos de polvos de colores, para después llegar a un espacio desértico, donde se preparan para un duelo. Paola aparece como la juez de esta batalla.
El concepto del vídeo, destaca las diferentes personalidades de las protagonistas de la serie.
La filmación del video estuvo a cargo del departamento creativo de MTV Latinoamérica, y contó con la dirección de Gonzalo Olivero y Roberto Bonelli.
El 21 de agosto de 2013, el vídeo se estrenó en el canal, MTV Latinoamérica.